# Bagbeze I
Bagbeze I est un village du Cameroun situé dans le département du Haut-Nyong et la région de l'Est.
Il fait partie de la commune d’Angossas.

## Population
En 1966-1967, on y a dénombré 446 habitants.
Lors du recensement de 2005, Bagbeze I comptait 518 habitants.

## Développement
Selon le Plan Communal de Développement d’Angossas (2012), la construction et équipement d'une école maternelle à Bagbeze I a été planifié afin de développer l'éducation de base sur le terrain.
La construction d'un puits / forages d’eau et l'aménagement de cinq sources d'eau ont également été envisagés dans le but de faciliter l'accès à l'eau potable.

## Personnalités nées à Bagbeze I
- Jean Baptiste Bokam (1951-2024), homme politique